# Solenopsis xyloni

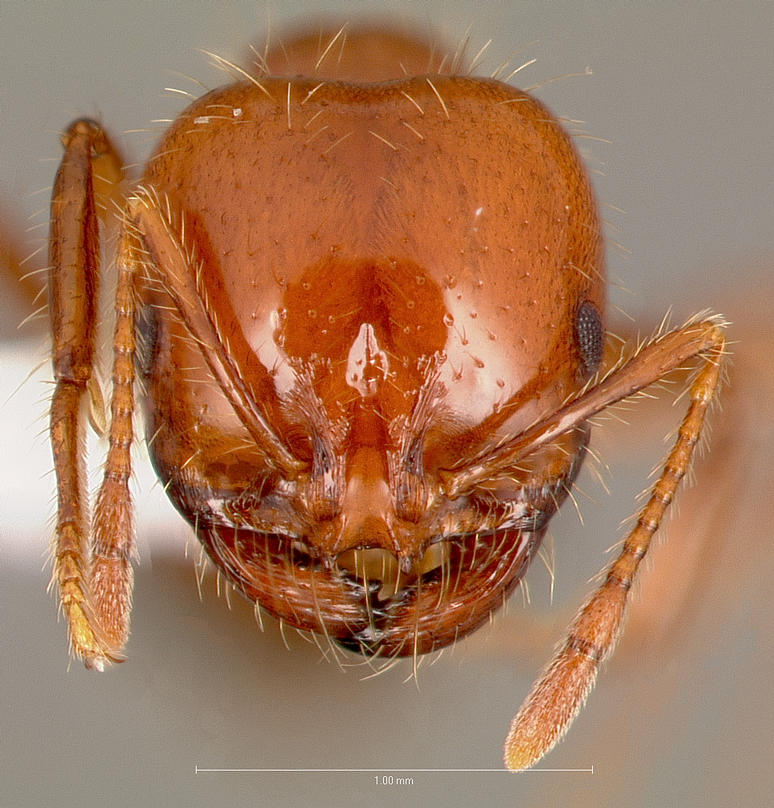
Cabeza de S. xyloni

La hormiga de fuego del sur (Solenopsis xyloni), también conocida como "hormiga de fuego de California" u "hormiga de algodón", es una "hormiga de fuego", género Solenopsis nativa de las partes meridionales de los Estados Unidos. Su comportamiento es similar a la hormiga de fuego roja importada (S. invicta), aunque su picadura es menos dolorosa. Tiene una dieta amplia y oportunista, almacena las semillas en su nido y come melaza recolectada de otros insectos.

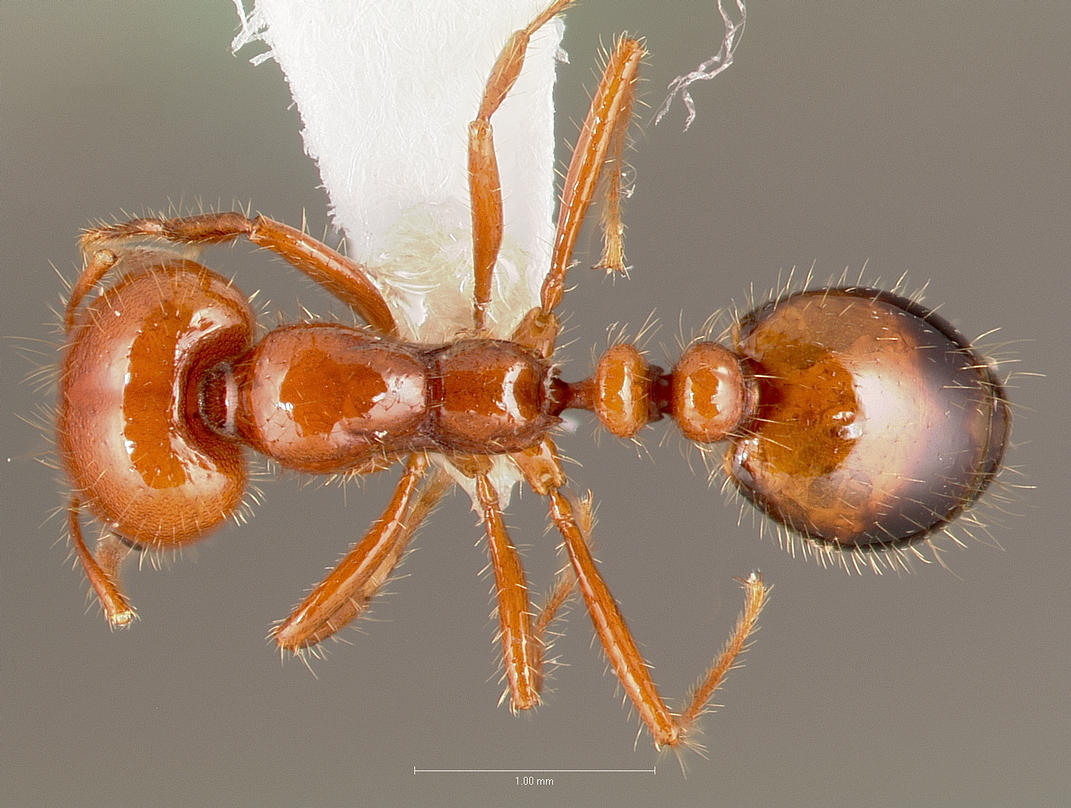
Solenopsis xyloni

La hormiga de fuego del sur comparte su rango con la hormiga de fuego roja importada (S. invicta), la hormiga de fuego dorada (S. aurea) y S. amblychila. La hormiga de fuego del sur tiene la distribución más amplia de éstos, ocurriendo desde las Carolinas a California, incluyendo Georgia, Tennessee, Arkansas, y Kansas meridional.